# Sandrine Gestin
Pour les articles homonymes, voir Gestin.
Sandrine Gestin, née en 1969 à Quimper (Finistère), est une auteure de littérature jeunesse et une illustratrice française.

## Biographie
Après un bac littéraire, Sandrine Gestin est admise à l'École supérieure d'arts graphiques Penninghen à Paris où elle poursuit une formation de trois ans.
Elle collabore avec le magazine Tilt, fournit des dessins pour l'éditeur de jeux Ubisoft, puis se tourne vers le monde de l'édition avec les Denoël et Gründ. S'ensuivent des collaborations avec les Éditions Mnémos, J'ai lu, les magazines Casus Belli et Science & Vie Junior, ainsi que des créations de cartes de jeux de rôles.
Elle travaille pour les éditions Pré aux Clercs : La Petite Encyclopédie du merveilleux d'Édouard Brasey, Le Calendrier des fées ; ainsi que pour les Éditions Au Bord des Continents sur des livres dont elle est l'auteure comme : La petite faiseuse, ou L'étonnant voyage d'une fée ; Carnet de croquis ou Lily et la clef des songes ; Sous le signe des Fées ; La légende des Dames de Brocéliande,.

## Publications
- Couverture du jeu vidéo The Elder Scrolls: Arena, Ubisoft, 1993.
- Tilt, illustrations (quatre numéros), 1993.
- Walter M. Miller, « Un cantique pour Leibowitz », illustration de la couverture, Éditions Denoël, collection « Présence du futur », 1994.
- Livre jeu, vivez l'aventure, Éditions Gründ, couverture et illustrations :

1. L’Île aux 100 Squelettes, 1994 ;
2. La Cité aux 100 Mystères, 1995 ;
3. La Vallée aux 100 Prodiges, 1996 ;
4. La colline aux 100 Fées, 1998.
5. La colline aux 100 Fées, 1999.

- Cartes de jeu de stratégie pour Halloween Concept, 1995.
- Éole, couverture de scénario, Délire, 1995.
- Casus Belli, numéro hors série, illustrations, Excelsior Publications), 1995.
- Couverture du jeu Kharne, Délire, 1996.
- Couverture de roman chez Mnémos « La romance du démiurge » de Mathieu Gaborit, 1996.
- Couverture de roman chez Mnémos « Aux ombres d’Abyme » de Mathieu Gaborit, 1996.
- Couverture de roman coll. « Fantasy » chez J'ai lu « La Saga des exilés 2 » de Julian May, 1997.
- Couverture de roman coll. « Fantasy » chez J'ai lu « La Saga des exilés 1 » de Julian May, 1997.
- Cartes de jeu de stratégie pour Hexagonal « Orcs and Trolls », 1997.
- Illustrations intérieures pour le magazine Dragon, no 34, 35, 36, 37, 38, 1997.
- Illustrations intérieures pour le magazine Casus Belli (hors série), 1997.
- Couverture de roman coll. « Présence du futur » chez Denoël « Un cantique pour Leibowitz 2 » de Walter M. Miller, 1998.
- Couverture de roman coll. « Présence du futur », Denoël « Un cantique pour Leibowitz 3 » de Walter M. Miller, 1998.
- Couverture de roman coll. « Fantasy », J'ai lu « les jeux étranges du soleil et de la lune » de Lisa Goldstein, 1998.
- Couverture de roman coll. « Fantasy », J'ai lu « le livre de Mana 3 » de I. Watson, 1998.
- Couverture de roman coll. « Fantasy », J'ai lu « le livre de Mana 2 » de I. Watson, 1998.
- Couverture de roman coll. « Fantasy », J'ai lu « le livre de Mana 1 » de I. Watson, 1998.
- Cartouche de titre[Lequel ?], J'ai lu, 1998.
- Illustrations intérieures pour le magazine Dragon, no 39, 40, 41, 45, 1998.
- Illustrations intérieures (noir et blanc) pour le magazine Casus Belli (Hors série), 1999.
- Couverture de roman coll. « Fantasy » chez J'ai lu La Saga des exilés 3, de Julian May, 1999.
- Illustrations intérieures pour le magazine Science & Vie Junior, no 119, 1999.
- Illustrations intérieures pour le magazine Science & Vie Junior, no 125, 126, 2000.
- Illustrations intérieures (noir et blanc) pour le magazine Faeries, no 1, 2000.
- Habillage du site web du jeu La Quatrième Prophétie (the 4th coming), 2000.
- Illustrations intérieures pour le magazine Science & Vie Junior no 127, 2000.
- Couverture de roman coll. Lunes d'encre, Denoël, Les flammes de la nuit, de Michel Pagel, 2000.
- Couverture de roman chez Oxymore Il était une fée, 2000.
- Illustrations pour le site web du département recrutement de L'Oréal, 2000.
- Couverture du roman Contes de la tisseuse, de Léa Silhol, coll. « Fantasy», Nestiveqnen, 2000.
- Illustrations pour le jeu La Quatrième Prophétie, 2000.
- Couverture de roman coll. « horizons Fantasy » chez Nestiveqnen, L’étrangère, de Didier Quesne, 2000.
- Poster tiré de la couverture de l’Anthologie des fées, Oxymore, 2000.
- Illustration pour un T-shrit pour le jeu La Quatrième Prophétie, 2000.
- Couverture du magazine Faeries, no 3, 2000.
- Couverture de roman coll. « Fantasy» chez Nestiveqnen, contes de la tisseuse, de Léa Silhol, 2000.
- Couverture du roman Harmelinde et Deirdre, coll. « Fantasy» chez Nestiveqnen de Nicolas Cluzeau, 2001.
- Couverture du roman Throne of Price, Edge (éditeur canadien) de Lynda Williams et Alison Sinclair, 2001.
- Conception de trois figurines pour Idyllis, 2001.
- Calendrier Sandrine Gestin, Éditions Nestiveqnen, 2001.
- Cartes postales (jeu de huit) aux Éditions Sidh and Banshees, 2001.
- Participation au recueil « Terra incognita - Les Sentiers de l'Imaginaire », 2002.
- Affichette Galadriel, Éditions Sidh and Banshees, 2002.
- Illustrations intérieures pour le magazine Science & Vie Junior, no 150, 2002.
- Couverture du roman A Gathering Of Heroes, Sotok press de Stephen H. Stell, 2002.
- Couverture de roman coll. « Horizons Fantasy » chez Nestiveqnen, Dragonne de Didier Quesne, 2002.
- Conception pour Faiseurs éditions de 8 marques pages et de 7 affichettes, 2003.
- Couverture de « Le Crépuscule des elfes » de Jean-Louis Fetjaine aux éditions Presse Pocket, 2003.
- Carte postale du salon de la carte postale d’Ozoir-la-Ferrière, 2003.
- Couverture du roman La tapisserie de Fionavar, l’arbre de l’été de Guy Gavriel Kay, France Loisirs, 2003.
- Couverture du roman La tapisserie de Fionavar, le feu vagabond de Guy Gavriel Kay, France Loisirs, 2003.
- Couverture du roman La tapisserie de Fionavar, la voie obscure de Guy Gavriel Kay, France Loisirs, 2003.
- Couverture de roman coll. « horizons Fantasy » chez Nestiveqnen, « Magicienne» de Didier Quesne, 2003.
- Couverture du roman “A Gathering Of Heroes 2” chez Sotok press de Stephen H, 2003.
- Plusieurs parutions de ses peintures dans le magazine Talismag, no 1 et 2, et Magic Academy, no 5, 2003.
- Couverture et illustrations intérieures du roman Le grand livre des créatures Fantastiques, DeVecchi d’André Lecossois, 2003.
- Couverture de La nuit des elfes de Jean-Louis Fetjaine, Presse Pocket, 2003.
- Louise Cooper, Notre Dame des Neiges, couverture, Nestiveqnen, coll. « horizons Fantasy », 2003.
- Didier Quesne, Leh’him, couverture, Nestiveqnen, coll. « horizons Fantasy », 2004.
- Galadriel, dans Spectrum no 11, 2004.
- Couverture de « Le royaume de Tobin, les jumeaux» Tome 1, de Lynn Flewelling. Éditions France Loisirs, 2004.
- Couverture de « Le royaume de Tobin, les années d’apprentissage » Tome 2, de Lynn Flewelling. Éditions France Loisirs, 2004.
- Couverture de « Chronique des franges féeriques » de Nicolas Cluzeau Éditions Nestiveqnen, coll. Fantasy, 2004.
- Couverture de « Lec’him, » de Nicolas Cluzeau Éditions Nestiveqnen, coll. Fantasy, 2004.
- Couverture de « la nuit des elfes » de Jean-Louis Fetjaine aux éditions Presse Pocket, 2004.
- Couverture de « l’heure des elfes » de Jean-Louis Fetjaine aux éditions Presse Pocket, 2004.
- Couverture et illustrations intérieures du Magicien d’Oz, Éditions SED, 2005.
- Couverture de « Le royaume de Tobin, l’éveil du sang» Tome 3, de Lynn Flewelling. Éditions France Loisirs, 2005.
- Illustrations intérieures N&B et couleur (la Sylphe, le Pixie, la danse des Korrigans) pour La Petite Encyclopédie du merveilleux de Édouard Brasey, aux éditions Hors Collection, 2005.
- Couverture de « Le sacre de la nuit» de Louise Cooper Éditions Nestiveqnen, coll. Fantasy, 2005.
- La petite faiseuse, textes et illustrations, Morlaix, Au Bord des Continents, 2006[4].
- Carnet de Croquis, recueil de croquis et d'illustrations de Sandrine Gestin, Morlaix, Au Bord des Continents, 2007.
- L'Encyclopédie du Hobbit, illustrations, Paris, Le Pré aux clercs, 2013.
- Merveilles et Légendes des Dames de Brocéliande, nouvelle édition, 2014[3]

## Récompenses
- 2002 : Prix Imaginales meilleure illustration, pour sa couverture de Harmelinde et Deirdre (livre de Nicolas Cluzeau)
- 2004 : lauréat du grand prix de l'Imaginaire, catégorie Artiste-Illustrateur, pour Dragonne de Didier Quesne.